# 稲葉聖馬
稲葉 聖馬（いなば せいま、2002年1月27日 - ）は、ジャパンラグビーリーグワンリコーブラックラムズ東京に所属するラグビー選手。

## プロフィール
- 長野県出身[1]。
- ポジションはスクラムハーフ(SH)。
- 身長 166 cm、体重 74 kg
- U17日本代表に選ばれたことがある。

## 略歴
2020年、御所実業高校卒業後、大東文化大学に入る。なお御所実業高校時代、高校日本代表に選ばれたことがある。
2023年、大東文化大学ラグビー部の主将に就任。
2024年、アーリーエントリーでリコーブラックラムズ東京に加入。
2025年7月中旬からニュージーランド・ホークスベイに留学。